# Caverna de Altamira e arte rupestre paleolítica do norte da Espanha
Caverna de Altamira e arte rupestre paleolítica do norte da Espanha é a denominação sob a qual se encontram agrupadas 18 cavernas situadas em diferentes regiões do norte da Espanha que são representativas do apogeu da arte rupestre paleolítica, desenvolvido na Europa entre 35 000 e 11 000 a.C.
A principal destas cavernas é a Caverna de Altamira, situada dentro do município de Santillana del Mar, na Cantábria. Nela conserva-se um dos ciclos pictóricos mais importantes da Pré-História. Pertence aos períodos Magdaleniano e Solutreano, dentro do Paleolítico Superior. O seu estilo artístico constitui a denominada escola franco-cantábrica, caracterizada pelo realismo das figuras representadas. A Caverna de Altamira foi declarada Patrimônio da Humanidade em 1985.
Em 2008 este sítio do Patrimônio da Humanidade foi ampliado para incluir outras 17 cavernas situadas também na Cornija Cantábrica, ao norte da Espanha, e que apresentam também mostras destacadas de arte rupestre do Paleolítico. As cavernas ficam distribuídas por três comunidades autônomas diferentes Astúrias, Cantábria e País Basco.
Estas 18 cavernas são parte de um conjunto maior denominado habitualmente como "Arte rupestre paleolítica do norte da Espanha", se bem que são a únicas por enquanto incluídas pela UNESCO:
| Código  | Nome                                                    | Lugar                           | Ano  | Coordenadas                 | Zona protegida [Ha] |
| ------- | ------------------------------------------------------- | ------------------------------- | ---- | --------------------------- | ------------------- |
| 310-001 | Caverna de Altamira                                     | Santillana del Mar              | 1985 | 43° 22′ 57″ N, 4° 07′ 13″ O | 16                  |
| 310-002 | Caverna de Candamo                                      | Candamo                         | 2008 | 43° 27′ 21″ N, 6° 04′ 21″ O | 99,97               |
| 310-003 | Caverna de Tito Bustillo                                | Ribadesella                     | 2008 | 43° 27′ 39″ N, 5° 04′ 04″ O | 243,38              |
| 310-004 | Caverna de la Covaciella                                | Cabrales                        | 2008 | 43° 19′ 05″ N, 4° 52′ 30″ O | 11,336              |
| 310-005 | Caverna de Llonín                                       | Peñamellera Alta                | 2008 | 43° 19′ 50″ N, 4° 38′ 43″ O | 17,37               |
| 310-006 | Caverna de El Pindal                                    | Rivadedeva                      | 2008 | 43° 23′ 51″ N, 4° 31′ 58″ O | 69,37               |
| 310-007 | Caverna de Chufín                                       | Riclones                        | 2008 | 43° 17′ 26″ N, 4° 27′ 29″ O | 16,65               |
| 310-008 | Caverna de Hornos de la Peña                            | Tarriba (San Felices de Buelna) | 2008 | 43° 15′ 40″ N, 4° 01′ 47″ O | 25,05               |
| 310-009 | Caverna de El Castillo - (Cavernas do monte Castillo)   | Puente Viesgo                   | 2008 | 43° 17′ 28″ N, 3° 57′ 51″ O | 68,93               |
| 310-010 | Caverna de Las Monedas - (Cavernas do monte Castillo)   | Puente Viesgo                   | 2008 | 43° 17′ 28″ N, 3° 57′ 51″ O | 68,93               |
| 310-011 | Caverna de La Pasiega - (Cavernas do monte Castillo)    | Puente Viesgo                   | 2008 | 43° 17′ 28″ N, 3° 57′ 51″ O | 68,93               |
| 310-012 | Caverna de Las Chimeneas - (Cavernas do monte Castillo) | Puente Viesgo                   | 2008 | 43° 17′ 28″ N, 3° 57′ 51″ O | 68,93               |
| 310-013 | Caverna de El Pendo                                     | Camargo                         | 2008 | 43° 23′ 17″ N, 3° 54′ 44″ O | 63,79               |
| 310-014 | Caverna de La Garma                                     | Omoño e Carriazo                | 2008 | 43° 25′ 50″ N, 3° 39′ 57″ O | 100,07              |
| 310-015 | Caverna de Covalanas                                    | Ramales de la Victoria          | 2008 | 43° 14′ 44″ N, 3° 27′ 08″ O | 1374,4              |
| 310-016 | Caverna de Santimamiñe                                  | Cortézubi                       | 2008 | 43° 20′ 47″ N, 2° 38′ 12″ O | 98,8                |
| 310-017 | Caverna de Ekain                                        | Deba                            | 2008 | 43° 14′ 09″ N, 2° 16′ 31″ O | 14,59               |
| 310-018 | Caverna de Altxerri                                     | Aia                             | 2008 | 43° 16′ 07″ N, 2° 08′ 02″ O | 15                  |